# خورخي سوليس
خورخي سوليس (بالإسبانية: Jorge Solís)‏ مواليد 23 أكتوبر 1979 في غوادالاخارا، هو ملاكم محترف مكسيكي يصنف ضمن فئة وزن الريشة. فاز ببطولة المجلس العالمي للملاكمة الإقليمية لأمريكا اللاتينية.

## إحصائيات
خاض خلال مسيرته 47 نزالا، فاز في 40 وتعادل في 2 وخسر في 4. فاز بالضربة القاضية في 27 نزالا.

## روابط خارجية
- خورخي سوليس على موقع بوكس ريك (الإنجليزية) (registration required)